# Мастоїдит
Мастоїди́т (лат. mastoiditis) — гнійне запалення соскоподібного відростка скроневої кістки.

## Етіологія
Причиною виникнення мастоїдиту є ті самі мікроорганізми, що спричинюють гнійний середній отит, ускладненням якого, як правило, і є мастоїдит. Рідше мастоїдит спричинює травма середнього вуха чи сепсис; гематогенний шлях зараження є нечастим.
У разі отогенного мастоїдиту гнійне запалення поширюється на соскоподібний відросток, що викликає його абсцедування. У складних випадках запалення може поширитися далі по скроневій кістці та зумовити внутрішньочерепні ускладнення (гнійний менінгіт, абсцес головного мозку, лабіринтит тощо).

## Симптоми
Симптоми мастоїдиту схожі з симптомами гострого середнього гнійного отиту. З'являються ознаки загальної інтоксикації (фебрильна (іноді субфебрильна) гарячка, загальна слабкість, втрата апетиту, зміни у формулі крові) та місцеві прояви (витікання гною з вуха, біль у вусі, гіперемія скроневої кістки та барабанної перетинки). Як правило, ці ознаки з'являються через 1-2 тижні після закінчення середнього отиту на фоні покращення загального стану; рідко — разом із середнім отитом.

## Ускладнення мастоїдиту
Ускладнення мастоїдиту можуть бути як позачерепні, так і внутрішньочерепні. До позачерепних належать лабіринтит, порушення слуху, параліч лицевого нерва. До внутрішньочерепних належить поширення інфекції в мозок, що породжує менінгіт, енцефаліт, абсцес різних частин мозку, флегмони в області шиї.

## Діагностика
Для правильного діагностування мастоїдиту користуються даними анамнезу, клінічної картини, розпитують про особливості перенесеного середнього отиту. Також роблять зовнішній огляд вуха (отоскопію), рентгенографію, комп'ютерну томографію. Іноді також застосовуються аналіз гною (для визначення збудника) та аналіз крові .

## Лікування
Лікування проводиться в ЛОР-стаціонарі. Консервативні методи направлені на забезпечення адекватного відтоку гною, лікування середнього отиту; іноді застосовують міринготомію (прокол барабанної перетинки) для кращого відтоку гною. Якщо консервативні методи неефективні або є підозра на ускладнення, робиться операція по видаленню гною з комірок соскоподібного відростка — мастоїдектомія. При цьому вилучаються й залишки барабанної перетинки, а також молоточок і ковадло.

## Прогноз і профілактика
При правильному і своєчасному лікуванні прогноз сприятливий. Але в разі внутрішньочерепних ускладнень прогноз стає дуже серйозним і несприятливим.
Профілактика мастоїдиту зводиться до своєчасного лікування і попередження виникнення гострих середніх отитів.